# Olcza
Olcza – część Zakopanego. Znajduje się we wschodniej części miasta. Zabudowę tworzą głównie domy jednorodzinne. W dzielnicy znajdują się liczne domy wczasowe. Główną ulicą Olczy jest ulica Droga do Olczy. Przez Olczę przepływa Olczyski Potok.

## Zarys historyczny
Pierwsza wzmianka o Olczy pochodzi z 1629 roku. Od 1676 roku Olcza pojawia się w kronikach. Pierwszy proboszcz Zakopanego ks. Józef Stolarczyk w 1861 roku tworzy na Olczy filię szkoły parafialnej, która początkowo miała siedzibę w chacie nauczyciela.
W roku 1900 władze gminy zdecydowały o wybudowaniu nowej siedziby szkoły. Materiały na budowę ofiarował Władysław hrabia Zamoyski. W roku 1914 na Olczy została erygowana nowa parafia NMP Objawiającej Cudowny Medalik. Jako wotum wdzięczności za odzyskanie niepodległości w roku 1918 parafianie ufundowali monstrancję, na której mieści się napis „Olczanie wdzięczni za odzyskanie niepodległości”. W 1988 roku zakończono budowę nowego kościoła na Olczy.